# سارة ستانتون
سارة ستانتون (بالإنجليزية: Sarah Stanton)‏ هي عازفة لوحة المفاتيح بريطانية، ولدت في 28 يونيو 1978 في المملكة المتحدة.

## وصلات خارجية
- سارة ستانتون على موقع ميوزك برينز (الإنجليزية)
- سارة ستانتون على موقع ديسكوغز (الإنجليزية)